# La Journée d'un journaliste américain en 2889
La Journée d’un journaliste américain en 2889 est une nouvelle de Michel Verne parue pour la première fois en langue anglaise, en février 1889, dans la revue américaine The Forum (en) sous le nom de son père Jules Verne.

## Historique
Le texte paraît pour la première fois en anglais, sous le titre In the year 2889, dans la revue new-yorkaise The Forum. Il est intégralement de la main de Michel Verne, comme le dit Jules Verne à son éditeur Louis-Jules Hetzel dans une lettre du 29 janvier 1889 : « [...] il a été intégralement écrit par lui (ceci entre nous)... ».
En français, il est publié en 1890 dans les Mémoires de l'Académie d'Amiens, sous le titre La journée d'un journaliste américain en 2890. Jules Verne le lit en séance de l'Académie le 19 janvier 1891. Le texte est réédité la même année dans le supplément du Petit Journal sous le titre La Journée d’un journaliste américain en 2889. En volume, il ne paraît qu'en 1910 dans le recueil Hier et demain, sous le titre Au XXIXe siècle : La Journée d’un journaliste américain en 2889. Il s'agit de la première édition illustrée du texte. 
Le texte publié dans les Mémoires de l'Académie d'Amiens est pratiquement identique à celui du Petit Journal, alors qu'il est très différent de celui publié en anglais. Quant à la version du recueil Hier et demain, elle est basée sur une traduction du texte anglais et est précédée d'un avertissement de Michel Verne sur des corrections effectuées. Jules Verne a modifié la traduction faite par son fils pour les Mémoires de l'Académie d'Amiens, mais après la mort de Jules Verne en 1905, Michel modifie de nouveau le texte pour la publication dans Hier et demain. 

## Les variantes
Parmi les nombreux changements entre le texte anglais original et le texte français, est celui de la fameuse journée que l'on suit dans le récit. Elle se passe le 25 septembre alors que dans la version en français elle a lieu le 25 juillet. Le Manhattan Chronicle devient le Earth Chronicle et le New York Herald devient le Earth-Herald. La ville où se déroule l'action est Centropolis dans la version américaine et Universal City dans les versions françaises. La Confédération américaine compte 100 étoiles dans le texte original et 75 dans les textes français. Mais surtout, le nom du héros change, passant de Fritz Napoleon Smith, descendant de George Washington Smith, fondateur du Manhattan Chronicle en Francis Benett, descendant du fondateur du New-York Herald, Gordon Benett.
Pour Piero Gondolo della Riva, ce changement de nom s'explique car James Gordon Benett (1795-1872), fondateur du New-York Herald a pour fils James Gordon Benett (1841-1910), qui prit sa suite et développa son entreprise et qu'il aurait été imprudent de présenter à un public [...] un éditeur et un journal qui existaient réellement. Lors des rééditions françaises les risques n'existaient plus et l'on pouvait ainsi utiliser les vrais noms du journal et de son fondateur.

## Anticipations de Michel Verne
L'auteur s’emploie dans cette nouvelle à imaginer la vie en 2889 :
- Tubes pneumatiques jetés à travers les océans et dans lesquels on transporte des voyageurs à une vitesse de 1 500 km/h.
- Téléphote (visioconférence).
- Espérance de vie qui passe de 37 ans à 58 ans.
- Préparation d’aliments aseptiques envoyés à domicile.
- Publicités projetées sur les nuages.
- Phototélégrammes en provenance des populations de Mars, Mercure, Vénus.
- Résolution d’équations mathématiques du 95e degré.
- Espace à 24 dimensions.
- Télescope de 3 km de diamètre.
- Étude des éléments d’une nouvelle planète.
- Guerre avec des obus asphyxiants envoyés à des distances de 100 km, étincelles électriques longues de 20 lieues, guerre bactériologique avec des projectiles chargés des microbes de la peste, du choléra, de la fièvre jaune.
- Régulation des naissances en Chine.
- Aéro-car volant dans l’espace à 600 km/h.
- Cryogénisation.
- Appareil totalisateur permettant d’effectuer des comptes mirifiques (calculatrice).
- Réduction de la matière à trois éléments simples (en science moderne : électron, proton, neutron).

## Adaptations
- La Journée d'un journaliste américain en 2889, bande dessinée de Guillaume Guerse (dessin) et David Vandermeulen (scénario), éd. 6 Pieds sous terre, 2009.  (ISBN 978-2-352-12046-9)